# Komitet Stabilności Finansowej
Komitet Stabilności Finansowej – celem działania Komitetu jest zapewnienie efektywnej współpracy w zakresie wspierania i utrzymania stabilności krajowego systemu finansowego poprzez wymianę informacji, opinii i ocen sytuacji w systemie finansowym w kraju i za granicą oraz koordynację działań w tym zakresie.
Do 1 listopada 2015 roku działalność Komitetu Stabilności Finansowej regulowała ustawa z dnia 7 listopada 2008 r. o Komitecie Stabilności Finansowej (Dz.U. z 2008 r. nr 209, poz. 1317, ze zm.). Od 1 listopada 2015 roku działalność Komitetu Stabilności Finansowej regulowana jest przez ustawę z dnia 5 sierpnia 2015 r. o nadzorze makroostrożnościowym nad systemem finansowym i zarządzaniu kryzysowym w systemie finansowym (Dz.U. z 2024 r. poz. 559).

## Organizacja i zasady działania
Członkami Komitetu są:
- Minister Finansów
- Prezes Narodowego Banku Polskiego
- Przewodniczący Komisji Nadzoru Finansowego
- Prezes Zarządu Bankowego Funduszu Gwarancyjnego.

W posiedzeniach Komitetu mogą również uczestniczyć z głosem doradczym osoby posiadające odpowiednią wiedzę lub doświadczenie w zakresie zagadnień objętych zadaniami Komitetu, zaproszone przez przewodniczącego Komitetu z własnej inicjatywy lub wskazane przez poszczególnych członków Komitetu.
Posiedzenia Komitetu są zwoływane przez przewodniczącego Komitetu właściwego w zakresie realizacji zadań Komitetu albo przez wyznaczonego przez niego przedstawiciela, z własnej inicjatywy albo na wniosek innego członka Komitetu.
Komitet może tworzyć grupy robocze, w skład których wchodzą pracownicy Narodowego Banku Polskiego, urzędu obsługującego Ministra Finansów, Urzędu Komisji Nadzoru Finansowego oraz Bankowego Funduszu Gwarancyjnego. Za zgodą Komitetu w skład grup roboczych mogą wchodzić inne osoby posiadające odpowiednią wiedzę lub doświadczenie w zakresie zagadnień objętych zadaniami Komitetu.

## Zadania Komitetu
Do zadań Komitetu w zakresie nadzoru makroostrożnościowego należy:
1. stosowanie instrumentów makroostrożnościowych, w tym przedstawianie stanowisk, oraz wydawanie rekomendacji;
2. identyfikowanie instytucji finansowych stwarzających istotne ryzyko dla systemu finansowego;
3. współpraca z Europejską Radą do spraw Ryzyka Systemowego, innymi organami Unii Europejskiej, organami nadzoru makroostrożnościowego z państw członkowskich lub państw trzecich, a także instytucjami międzynarodowymi;
4. zapewnienie właściwego obiegu informacji pomiędzy członkami Komitetu służących realizacji jego zadań.

Do zadań Komitetu w zakresie zarządzania kryzysowego należy:
1. opracowywanie i przyjmowanie procedur współdziałania na wypadek wystąpienia bezpośredniego zagrożenia dla stabilności systemu finansowego;
2. koordynowanie działań członków Komitetu w przypadku bezpośredniego zagrożenia dla stabilności systemu finansowego lub zidentyfikowania instytucji finansowej, której obecna lub prognozowana sytuacja finansowa może stanowić zagrożenie dla dalszego funkcjonowania tej instytucji;
3. zapewnienie właściwego obiegu informacji pomiędzy członkami Komitetu służących realizacji jego zadań.

Zgodnie z art. 9 ust. 2 ustawy przewodniczący Komitetu przedstawia Sejmowi roczną informację o działalności Komitetu w zakresie realizacji zadań określonych w art. 5, w terminie do dnia 31 lipca roku następującego po roku, którego dotyczy informacja. Jest ona publikowana na stronie internetowej Sejmu w postaci druku sejmowego.